# Georg Friedel
Georg Friedel (Norimberga, 6 settembre 1913 – 1º giugno 1987) è stato un calciatore tedesco, di ruolo attaccante.

## Palmarès

### Club

#### Competizioni nazionali
- Campionato tedesco: 2

Norimberga: 1926-1927, 1935-1936
- Coppa di Germania: 2

Norimberga: 1935, 1939